# Velencei Képzőművészeti Akadémia
A Velencei Képzőművészeti Akadémia a művészeti és zenei felsőoktatás (Accademia di belle arti di Venezia – AFAM) egyetemi szektorához tartozó olasz állami művészeti akadémia. Az intézmény központi székhelye az egykori Gyógyíthatatlanok Kórháza, valamint a Nuove Tecnologie per l'Arte (NTA) telephelye San Servolo szigetén található.

## Története
Az intézményt 1750. szeptember 24-én alapította a velencei szenátus „Veneta academia di pittura, scultura e architettura" (Velencei Festészeti, Szobrászati és Építészeti Akadémia) néven. Első igazgatója Gianbattista Piazzetta, első elnöke pedig Giovanni Battista Tiepolo, akit Gianbattista Pittoni és Giovanni Maria Morlaiter tanácstagok támogattak. 1758-ban Gianbattista Pittoni vette át Tiepolo elnöki posztját, majd 1767-ben bekövetkezett haláláig a Velencei Akadémián tanított, így hatással volt a következő teljes generáció velencei festőire.
Négy fő tanítási ágazat volt: Figura, Portré, Táj, Szobrászat, amelynek tanárait évről évre az akadémiai kollégiumhoz tartozó harminchat professzor közül választották ki. A Perspektíva és Építészet oktatása is 1768-ban jött létre. Ezenkívül az akadémia rögtön foglalkozott a műalkotások, különösen a képi alkotások restaurálásával, olyannyira, hogy Pietro Edwards 1777-ben egyfajta ante litteram restaurációs chartát dolgozott ki, és 1819-ben megalapította a formális állami iskola intézményét. a sérült festmények helyreállításáért".
1807-ben „Királyi Képzőművészeti Akadémiává” alakították át, és a Fonteghetto della Farina első helyéről a Santa Maria della Carità egykori kolostor és iskola helyiségeibe helyezték át.
Már 1798-ban számos oktatási célú remekmű érkezett az Akadémiára, amelyek az 1817 óta nyitva álló Gallerie dell'Accademia magvát képezték.

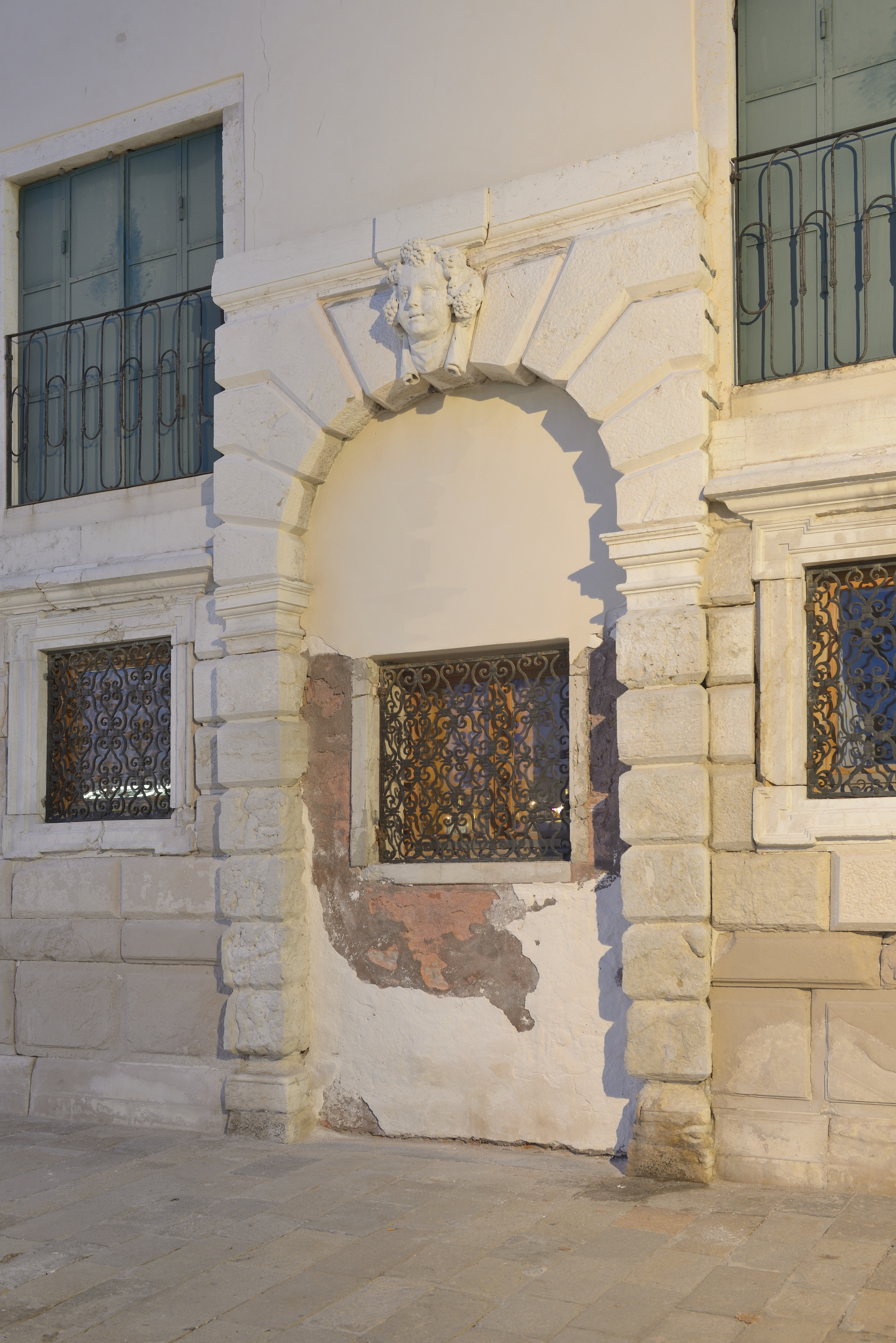
A főpület részlete

## Helyszínek
Az Akadémia alapítása után 250 évvel, a múzeum bővítésének lehetővé tétele és az egyre növekvő számú beiratkozott hallgató befogadása érdekében az egykori Gyógyíthatatlanok Kórháza felújított épületegyüttesébe került.
2000-től 2010-ig külön székhelyfiókot nyitottak a Friuli-Venezia Giulia régióbeli Passarianóban található Villa Maninban is, ahol a helyiségek egy részét egy katalogizáló központnak és egy restaurációs laboratóriumnak szentelték.
2008-ban, Brian Eno lectio magistralisával San Servolo szigetén megnyílt a Velencei Képzőművészeti Akadémia fióktelepe, ahová a „Művészet új technológiái” kurzus főszakait áthelyezték.

## Fordítás
- Ez a szócikk részben vagy egészben  az   Accademia di belle arti di Venezia című olasz Wikipédia-szócikk ezen változatának fordításán alapul.  Az eredeti cikk szerkesztőit annak laptörténete sorolja fel. Ez a jelzés csupán a megfogalmazás eredetét és a szerzői jogokat jelzi, nem szolgál a cikkben szereplő információk forrásmegjelöléseként.

## Híres művészei
- Charles Atamian
- Edmondo Bacci
- Afro Basaldella
- Francesco Bagnara
- Karl von Blaas (1850–1894), festő
- Eugene de Blaas (1843–1931), életképfestő
- Giuseppe Borsato (1770–1849), festő
- Ippolito Caffi (1809–1866), festő
- Antonio Canova (1757–1822), szobrász
- Giuseppe Cesetti (1902–1990)
- Guido Cirilli
- Sergio Franzoi (1929–2022), festő
- Luciano Gaspari
- Francesco Hayez (1791–1881), festő
- Riccardo Licata
- Arturo Martini
- Amedeo Modigliani (1884–1920), festő, szobrász
- Gino Morandis
- Luigi Nono
- Giovanni Battista Piazzetta
- Giambattista Pittoni (1687–1767), festő
- Giovanni Battista Pittoni
- Concetto Pozzati
- Antonio Rotta(wd) (1828–1903), festő
- Cagnaccio di San Pietro(wd) (1897–1946), festő
- Giuseppe Santomaso
- Carlo Scarpa (1906–1978), épitész
- Natale Schiavoni (1777–1858), festő
- Riccardo Schweizer
- Giambattista Tiepolo
- Ettore Tito (1859–1941), festő, szobrász
- Luigi Tito
- Emilio Vedova (1919–2006)
- Alberto Viani(wd) (1906–1989), szobrász

Antonio Rotta, akit Velence festészettörténetének egyik legnagyobb képviselőjének tartanak, a Velencei Akadémia a zsánerfestészet modelljeként tüntette ki.